# Barthoudt van Vlooswijck
Barthout Gerritsz. van Vlooswijck ( - 1626), burgemeester van Rotterdam, was de zoon van Gerrit Cornelisz. van Vlooswijck  en Stijntje Bartoutsd. Hij is geboren in de 2de helft van de 16de eeuw en waarschijnlijk in 1626 in Den Haag overleden. In 1588 werd hij benoemd tot vroedschapslid. Hij bleef dat tot 1608. In die tijd bekleedde hij nog verschillende andere stedelijke ambten, o.a. was hij vijfmaal burgemeester, herhaaldelijk gedeputeerde ter dagvaart en van 1601-1603 gecommitteerde raad. Na 1608 verdwijnt hij opeens uit Rotterdam, maar terug in 1609 wordt hij genoemd als gegijzelde op de Gevangenpoort te Den Haag, omdat hij geen verantwoording had afgelegd over de wijze waarop een erfenis was verdeeld.
Hij trouwde 25 mei 1585 met Margaretha Koninck uit Delft.